# Crysis 3
Crysis 3 est un jeu vidéo du genre FPS développé par Crytek sorti le 21 février 2013. Présenté au cours de la conférence Electronic Arts de l'E3 2012, le jeu est disponible sur Windows, PlayStation 3 et Xbox 360. C'est le troisième opus de la franchise Crysis.
Le jeu se déroule toujours à New York en 2047, mais cette fois la ville est placée en quarantaine sous un dôme, et s'est retrouvée envahie par la jungle. Le joueur incarne Prophet, face aux forces armées du C.E.L.L. et aux extraterrestres Cephs.

## Résumé
Après les évènements de Crysis 2, Psycho et Prophet ont parcouru le monde à la recherche de l'Alpha Ceph, le leader ultime de la force d'invasion Cephs. Cependant, profitant du fait qu'ils étaient concentrés sur cet objectif, l'organisation CELL Corporation les a étudié et s'est assuré la domination mondiale des terres et de la technologie. Elle désactiva Prophet et captura tous les soldats ayant une Nanosuit pour récupérer les codes génétiques Ceph contenus dans celle-ci. Pour ce faire, CELL a utilisé la technologie Ceph pour générer une énergie illimitée et a gagné un monopole sur l'alimentation énergétique dans le monde. Ceux qui ne pouvaient pas payer pour l'énergie furent réduits en esclavage.
En 2047, manquant de Nanosuit, CELL fait transférer Prophet, enfermé dans un dispositif de stockage, à New York — la ville étant maintenant enfermé à l'intérieur d'un "Nanodome" — pour obtenir les éléments génétique CEPH. Il est sauvé par Psycho, qui lui explique ce qui s'est passé durant sa désactivation. Il lui révèle qu'il fait partie de la Résistance, dirigée par Claire Fontanelli, car Prophet est le seul détenteur d'une Nanosuit et donc le seul à pouvoir arrêter l'organisation. Pour ce faire, la seule solution consiste à détruire la source de la production d'énergie illimitée, nommée le "Système X" — qui est située dans une partie abandonnée de New York — pour libérer le monde de la tyrannie de CELL Corporation. Sauf que ces derniers ont été encore bien plus ambitieux et cinglés que ce que la Résistance ou même Prophet n'auraient pu l'imaginer....

## Système de jeu
Comme pour les jeux précédents de la série, Crysis 3 est un jeu de tir à la première personne futuriste. Le joueur prend le contrôle de Prophet et doit progresser dans la ville de New York, envahie par la végétation, pour vaincre l'Alpha-Ceph, le chef suprême de la force d'invasion extraterrestre.
Pour combattre, le joueur peut se servir d'un arc, d'armes à feu, d'explosifs de type C4 ou grenades, et peut utiliser des attaques au corps à corps. Il peut s'aider des capacités de la Nanosuit, l'armure portée par Prophet. Toutefois, certaines capacités utilisent l'énergie de la Nanosuit, elles peuvent être indisponible tant que l'énergie n'a pas été restaurée. Le deux mode de la nanosuit sont:
- Le mode armure: il rend le joueur quasiment invincible.
- Le mode furtif: il rend le joueur invisible et silencieux et lui permet de tirer tout en restant camouflé.

Par rapport à Crysis 2, l'intelligence artificielle du jeu est plus élaborée : les ennemis sont plus réactifs, peuvent se mettre à couvert derrière un obstacle, et adoptent une stratégie collective.
Les missions sont construites autour de trois piliers : accéder, s'adapter et attaquer. La Nanosuit permet au joueur d'identifier le niveau de menace ainsi que les armes détenues par les ennemis. Le joueur peut également marquer les ennemis et les objets, et utiliser la Nano-Vision, qui permet aussi de détecter la chaleur des ennemis et des alliés. Les niveaux sont plus ouverts que ceux de Crysis 2 : le joueur a plus de libertés et peut choisir différents styles de jeu. Il peut privilégier une confrontation directe, ou une approche plus discrète afin d'éliminer les ennemis et d'accomplir les objectifs. De même, le jeu offre plusieurs itinéraires au joueur pour atteindre ses objectifs. Le joueur peut combattre ses ennemis en utilisant un large éventail de gadgets et d'armes, en plus des capacités de la Nanosuit. La plupart des capacités de Crysis 2 sont également présentes dans Crysis 3 : le joueur peut utiliser la capacité de camouflage pour se rendre invisible aux yeux de l'ennemi et l'éliminer discrètement. De nouvelles armes sont introduites dans Crysis 3, comme un arc, que le joueur peut utiliser en restant camouflé, ce qui n'est pas possible avec les armes à feu.

## Accueil

### Critique
| Publication      | Note       |
| ---------------- | ---------- |
| FR Canard PC     | 5 sur 10   |
| AN GameSpot      | 7,5 sur 10 |
| AN IGN           | 8,5 sur 10 |
| R-U Edge         | 6 sur 10   |
| FR Gamekult      | 5 sur 10   |
| FR Jeuxvideo.fr  | 6 sur 10   |
| FR Jeuxvideo.com | 14 sur 20  |

L'accueil critique du jeu fut très partagé, bien que globalement positif. Les sites spécialisés français Gamekult et Jeuxvideo.com reprochent tous deux au jeu la médiocrité du scénario et de l'IA, le non-équilibrage dans le gameplay ainsi que sa très faible durée de vie,.